# فيلوكورتوس زولي
فيلوكورتوس زولي أو سحلية زولي (الاسم العلمي: Philochortus zolii) هو نوع من السحال ينتمي إلى عائلة السحالي الحقيقية. وموطنه شمال إفريقيا.

## التصنيف العلمي
اعتبر تراب وآخرون (2012) أن النوع الغربي (سحلية لوتي) هو مرادف صغير لـسحلية زولي حيث تتناسب الخصائص المورفولوجية له مع نطاق التباين الذي ذُكر لـسحلية زولي المصري من قبل بهاء الدين (2006).

## أصل الاسم
يُعطى اسم النوع (زولي) تكريماً لدبلوماسي الإيطالي "كورادو زولي"، الذي كان رئيساً للجمعية الجغرافية الإيطالية.
أما الاسم النوعي (لوتي) ، فيُعطى تكريماً للمستكشف الإثنوغرافي الفرنسي هنري لوتي.

## الوصف
تختلف سحلية زولي عن الأنواع الأخرى من جنس إلف العشب بوجود مجموعة من الخصائص المميزة، بما في ذلك:
- غالبًا ما تكون الحراشف الجبهية مفصولة بلوحة صغيرة شبه مثلثة.
- هناك حزمتان جبهويتان، والحراشف الجبهية تتصل بالحراشف القفوية.
- الحراشف الزمنية كبيرة، والغشاء الطبلي غير موجود.
- يوجد 24-25 حرشفة بلعومية بين الياقة ودرع ما بعد الذقن.
- يوجد 4 حراشف فوق العين، وغالبًا ما تكون الأولى والرابعة مجزأة.
- تتكون الياقة من 6 حراشف.
- توجد 29-37 حرشفة ظهرية متموجة قليلاً في صف عرضي عند منتصف الجسم، وتكون الحراشف الأربعة الوسطى أكبر وأقوى تموجًا.
- الحراشف البطنية توجد في 6 صفوف طولية و31 صف عرضي.
- الجانب الظهري للأطراف الأمامية مغطى بسلسلتين أو ثلاث من الصفائح الكبيرة المتراكبة ذات الحواف السوداء.
- يوجد 28-36 حرشفة تحت الأصابع.
- توجد 10-15 مسام فخذية.
- يبلغ أقصى طول للجسم من الأنف إلى الفتحة الشرجية (SVL) 73 ملم (2.9 بوصة)، ونسبة الطول إلى الجسم (SVL) تساوي 2.8.الجزء العلوي من الرأس رمادي مخضر أو بني، وجوانب الرأس بيضاء مزرقة.
- الجسم مخطط بوضوح في جميع الأعمار.
- الظهر بني كستنائي مع 6 خطوط بيضاء رمليّة.
- الجوانب بها خطوط من البقع السوداء الكبيرة، التي تصبح أكثر وضوحًا عند البلوغ.
- الأطراف صفراء مخضرة مع بقع داكنة.
- الذيل أحمر لامع عند الصغار، وأحمر بني أو أحمر عند البالغين.

## التوزيع
يُعرف زولي في خمس مواقع متناثرة على نطاق واسع في شمال إفريقيا. يُعرف في ليبيا من واحة البركة (الباركات) على بعد 8 كم جنوب غات في فزان وقرب إجدابيا في الشرق. في مصر، يُعرف في وادي النطرون؛ عرّف هذا الفرع سابقًا بالخطأ بأنه ينتمي إلى (سحلية المتوسط) وبعد النظر في عينة من أبيزو في النيجر وأخرى قرب بوريم في مالي (التي كانت معتبرة سابقًا كونها الوحيدة المعروفة لـسحلية لوتي كما تمثل سحلية زولي.

## الموائل والبيئة
```
تشير السجلات الخمسة المنتشرة بشكل واسع لـسحلية زولي والتي ظهرت أيضًا في مجموعات صغيرة ونادرة جداً. وُجدت الأفراد محصورة في المناطق 
شبه الصحراوية
 ذات النباتات العشبية على التربة الرملية أو غيرها من النباتات العشبية بالقرب 
منالسهب
 
والواحات
. تقع المجموعة الفرعية الأكثر شهرة في 
وادي النطرون
/
مصر
 على حواف 
المستنقعات المالحة
. ويمكن العثور عليه يتسلق في البيئات الدقيقة التي أنشأها نبات 
الحلفا
  وأيضًا في مواقع 
العاقول الإغريقي
.
[
2
]
[
3
]
 تحفر سحلية زولي جحورًا في 
التربة الرملية
 تحت كتل الأعشاب ويستخدم أطرافه الأمامية لدفع الرمل خارج 
جحره
.
[
3
]
```

## التكاثر
سحلية زولي تبيض.